# Starogard Gdański
Starogard Gdański [starɔɡard ɡdaɲski] (in casciubo Starogarda; in tedesco Preußisch Stargard) è una città del voivodato della Pomerania, con 49 191 abitanti (2011).

## Geografia fisica
La città è sita in Polonia nordoccidentale, a 50 chilometri dalla Tripla Città (Trójmiasto di Danzica, Gdynia e Sopot) sul litorale della baia di Danzica.